# Conomorphus brevicornis
Conomorphus brevicornis es una especie de coleóptero de la familia Mycteridae.

## Distribución geográfica
Habita en Panamá, Brasil, Costa Rica y  Guatemala.